# ミーくん
- トラジマのミーめ > ミーくん
- 宇宙戦艦ヤマトシリーズ >  宇宙戦艦ヤマトシリーズの登場人物一覧 > ミーくん
- 天使の時空船 > ミーくん
- 銀河鉄道999 > ミーくん
- 宇宙海賊キャプテンハーロック > 宇宙海賊キャプテンハーロックの登場人物 > ミーくん

ミーくんは、『トラジマのミーめ』、『宇宙戦艦ヤマトシリーズ』、『銀河鉄道999』、『宇宙海賊キャプテンハーロック』など、松本零士の多くの作品に登場する架空の猫。松本が飼っていた同名の猫（1974年11月10日に死亡）がモデルである。
トリさん、ナニカとともに、松本作品における代表的な動物キャラクターである。

## 登場作品
エスの太陽
少女漫画雑誌「りぼん」掲載作品。父親の仕事の都合で九州に十日後に戻ることとなった北原由美という少女を慕い、東京から九州の小倉にいる由美のもとへ向かおうとする主人公の子犬のエス、秋田県のクマ、マリーという3匹の犬と行動を共にすることとなる。ミーくんは一緒に飼われているボクサー犬のジョニーが自分の食べ物まで横取りしたりするのがイヤになって3匹の犬に同行することを申し出たのだった。エスは引越しの際に由美の隣の家に預けられており、ミーくんはそこの飼い猫として登場。オス猫でクマ曰く「人のいい いや猫のいいヤツ」。つらく苦しい旅の途中でマリーとクマの死という悲劇に見舞われるも、道中で出会った様々な人や動物の助けを借りながらエスと2匹で助け合って由美のもとにたどり着く。　
トラジマのミーめ
「りぼん」でミーくんを主役にした短編読切『アイアム ミーくん!』、『サムライ ミーくん!』、『レッツゴー ミーくん!』、『OK ミーくん!』にオス猫として登場し、あつ子という体格のいい女の子に拾われ、その家族になるという設定はいずれも共通している。これらの作品での設定を基に、少女漫画雑誌「月刊プリンセス」で『トラジマのミーめ』という表題で5本の短編が発表され、主役として登場。『トラジマ - 』に登場するミーくんはメス猫となっており、ミーくんの遊び仲間である町のオス猫たちのアイドルになっている。
OVA『クイーン・エメラルダス』3、4巻の映像特典として短編アニメ作品として映像化された。 ミーくんの声はこおろぎさとみが担当している。
ちいさなマキ
1977年『読売新聞 日曜版』掲載作品。
銀河鉄道999
「ミーくんの命の館」（アンドロメダ編第45話・アニメ第37話）に登場。ジミーという少年にかわいがられていたが、不慮の死を遂げる。その後、若い女性の姿で死んだペットたちの魂を楽園のような惑星「ミーくんの命の館」へ連れて行くようになる。ミーくんの声は麻上洋子が担当した。
エターナル編では星野鉄郎と一緒に旅をする｢偉大なる猫様｣として999に乗車している。また『運命』では、鉄郎がまだ地球にいた頃、現在のミーくんとは、別のミーくんがいたことが明かされている。
劇場版第1作でも、ハーロックが鉄郎の救援に向かうべく海賊たちに指示を出すシーンでドクターゼロと一緒に登場している。
わたしはミーくん
『ビッグコミックスペリオール』2003年11月30日増刊『銀河鉄道物語』、同2005年2月15日増刊『銀河鉄道999』の巻末に収録されたショートコミック。この作品に登場するミーくんは、すらっとした大人のネコとして描かれている。
天使の時空船
1994年-1995年の松本零士本人が登場しており、松本といっしょに零時社屋上にいる。FMラジオドラマ版では安倍ようこが声を担当した。

### キャプテンハーロックシリーズ
宇宙海賊キャプテンハーロック
アルカディア号の医者・ドクターゼロの愛猫であり、飲み友達でもある。
わが青春のアルカディア 無限軌道SSX
第16話より登場。ハーロック達は物資の補給をすべくグリーン星に到着。乗組員の物野正と少女レビは物資の補給に向かった先で子猫と遭遇する。レビはその子猫を気に入り、こっそり箱の中に入れてアルカディア号へと連れて帰った。子猫の頭部にはハーロック達の行方を追跡するイルミダスにより盗聴器が仕込まれていたが、船医・ドクター蛮の手術で取り除かれる。以後その子猫はレビのペット・ミーくんとして乗組員のマスコット的存在となった。

### 宇宙戦艦ヤマトシリーズ
宇宙戦艦ヤマトシリーズのアニメでは『宇宙戦艦ヤマト 完結編』を除く全作品に登場している。
ヤマトの艦医・佐渡酒造の愛猫であり、飲み友達でもある。
『宇宙戦艦ヤマト』
ヤマトに搭乗しておらず、第10話における太陽系を離れるフェアウェルパーティーでの通信時に佐渡の留守宅にいる場面が初登場である。
『さらば宇宙戦艦ヤマト 愛の戦士たち』 / 『宇宙戦艦ヤマト2』
この作品から佐渡と一緒にヤマトへ乗り込む。『さらば』では、医務室が被弾した際に佐渡とともに死亡したが、『宇宙戦艦ヤマト2』では生き残り、それからはヤマトのマスコットとして出演し続ける。動物なのに笑顔がキュートであり、両手（前脚）で器用にかつおいしそうに酒を飲み、右手を胸の前に当てる地球防衛軍式の敬礼をするなど、およそ猫とは思えぬ愛嬌ぶりである。
『宇宙戦艦ヤマト2199』
佐渡がヤマトに乗艦する際にアパートの大家に預けられており、第1作同様地球に残っている。また、劇中では佐渡のPCの待ち受け画面にもミーくんの姿がある。
『SPACE BATTLESHIP ヤマト』
実写作品で佐渡医師は女性だが、その愛猫として本物の茶虎で撮影された。

## 松本の愛猫「ミーくん」について
松本は虎縞の猫に「ミーくん」と名づけ、40年以上飼い続けている。初代ミーくん（1963年～1975年）は漫画『トラジマのミーめ』などに登場するミーくんのモデルとなった猫であり、同作品の単行本ブックカバーにある松本のコメントによれば、14年間の青春はミーくんと共にあったといい、彼が漫画を描くのに使用している机のレコードプレーヤーの上から執筆作業を見ていたという。最期は大手術を行うも、獣医から「もう施す手立てはない」と告げられた松本は余命幾ばくもないミーくんを抱いて家に連れて帰ると布団で一夜を共に過ごし、朝を迎えるとミーくんは松本の胸にしがみついたまま永眠していたという。お散歩は松本の自宅の周辺5キロと、歴代ミーくんの中で最大の行動範囲だった。ある映像では、松本の口から「いつの日か、遠い未来で、もう一度運命の交わることがあったらもう一度逢いたい」と語られたことがある。
2代目のミーくん（1978年～1993年）は自宅の天井裏で生まれたノラ猫5匹の中で虎縞の1匹を自分の飼い猫としたといい、松本によればこの2代目ミーくんはやんちゃで甘えん坊で、スマートなヒョウのような猫だったとのことである。15-16年ほど生き、最期は松本の家族全員の顔を1人ずつ順に見つめたのち、息を引き取ったという。
3代目のミーくん（1994年～2013年）は体重8キロのオス猫だった。この3代目ミーくんは松本の地元である九州の親類からもらった猫で、家についてすぐに先代ミーくんのトイレや餌場などを悠々と使い始めた。その様子を見た松本は「ミー君の生まれ変わりか？」と思い、この名をつけたとのことである。
そして現在、松本は4代目のミーくんを飼っている（2017年での時点）。

## 類似のキャラクター
『新竹取物語 1000年女王』原作及びTV版では、ミーくんそっくりの姿をしたトラジマのオス猫が登場する。原作では名前は設定されていないがサンケイ出版より刊行されたコミックスのキャラクター紹介で「万能ネコ」と表記されている。TV版では松本のペンネームから名前を取って「レイジ」という名がある。
また、『月刊プリンセス』に掲載された読切作品『エメラルダス』では、ハーロックの飼い猫として虎縞の猫が登場する。この読切版は『クイーン・エメラルダス』単行本4巻などに収録されている。　

## 備考
- 2006年に廃止された北海道ちほく高原鉄道ふるさと銀河線では外壁に鉄郎とメーテルを描いた車両を計3両運行していたが、そのうち少なくとも1両の車内にはミーくんを描いたポスターが貼られていた。
- 「松本零士　ステーション零」の1コーナーである科学バラエティの動画配信サイト「カガクノトビラ」では、案内役としてミーくんが登場していた。現在は配信を終了している。
- 2010年2月、バンダイビジュアル株式会社のウェブマガジン「YOMBAN」の「猫マンガだニャン！｣というリレーエッセイで、「ミーくんちゃん」というマンガを掲載。